# Plaza de la Paz (Castellón de la Plana)
La plaza de la Paz (en valenciano plaça de la Pau) es una céntrica plaza de la ciudad de Castellón de la Plana. Está situada en uno de los puntos más concurridos de la ciudad, tanto de vehículos como de peatones.

## Historia
Por ella antiguamente, circulaba la Panderola.

## Localización
La plaza, es un punto neurálgico de la capital de la Plana, ya que se encuentra en pleno centro urbano, pero muy próxima a las nuevas zonas de expansión. Se sitúa en la zona centro-norte de la ciudad, siendo un importante punto de paso tanto de vehículos como de peatones

## Observaciones

### Elementos de interés
- Quiosco: el quiosco de la plaza de la Paz, de estilo modernista valenciano (es una reconstrucción posterior a la época), es un bar.
- Monumento al labrador castellonense:, situada detrás del mural cerámico en recuerdo de la Panderola, es la estatua de un labrador, regalada por la Caja Rural Castellón en su 100 aniversario.

### Edificios de interés
- Teatro Principal de Castellón: Es el teatro más importante de la ciudad. En él se hacen diariamente funciones, musicales y otras representaciones a nivel local, provincial y nacional.

- Datos: Q6080477
- Multimedia: Plaça de la Pau, Castelló de la Plana / Q6080477